# Skala alefów
Skala alefów – ciąg wszystkich początkowych liczb porządkowych indeksowany liczbami porządkowymi. Oznaczenie „alef” na moc zbioru nieskończonego zostało wprowadzone przez Georga Cantora.

## Definicja formalna
Przy założeniu aksjomatu wyboru mówi się, że liczba porządkowa {\displaystyle \alpha } jest początkową liczbą porządkową (albo liczbą kardynalną), jeśli {\displaystyle \alpha } nie jest równoliczna z żadną liczbą porządkową od niej mniejszą. Przez indukcję po wszystkich liczbach porządkowych {\displaystyle \alpha \in {\mathbf {ON} }} definiujemy ciąg {\displaystyle \langle \aleph _{\alpha }\colon \,\alpha \in {\mathbf {ON} }\rangle } (jest to klasa właściwa):
- {\displaystyle \aleph _{0}} jest pierwszą nieskończoną liczbą porządkową
- {\displaystyle \aleph _{\alpha +1}} jest pierwszą początkową liczbą porządkową większą od {\displaystyle \aleph _{\alpha }}
- jeśli {\displaystyle \gamma } jest liczbą graniczną, to

{\displaystyle \aleph _{\gamma }=\sup \limits _{\alpha <\gamma }\aleph _{\alpha }=\bigcup \limits _{\alpha <\gamma }\aleph _{\alpha }.}
Należy zauważyć, że czasami stosuje się oznaczenie {\displaystyle \omega _{\alpha }} na {\displaystyle \aleph _{\alpha }.} Zwykle ma to miejsce wtedy, gdy chcemy podkreślić, że jesteśmy zainteresowani strukturą porządkową, a nie tylko mocą zbioru. Tak więc zapis „{\displaystyle \omega _{\alpha }}” oznacza często {\displaystyle \alpha }-tą początkową liczbę porządkową z porządkiem, natomiast „{\displaystyle \aleph _{\alpha }}” to ten sam zbiór, ale bez struktury porządkowej.

## Przykłady

Alef zero, pierwsza nieskończona liczba kardynalna

- {\displaystyle \aleph _{0}} (też nazywane {\displaystyle \omega } lub {\displaystyle \omega _{0}}) jest licznością zbioru liczb naturalnych[1][2]. {\displaystyle \aleph _{0}} jest najmniejszą nieskończoną liczbą kardynalną.
- {\displaystyle \aleph _{1}} (też nazywane {\displaystyle \omega _{1}}) jest pierwszą nieprzeliczalną liczbą porządkową.
- {\displaystyle \aleph _{\aleph _{0}}} (zwykle nazywane {\displaystyle \aleph _{\omega }}) jest najmniejszą liczbą, która jest większa niż {\displaystyle \aleph _{0},\aleph _{1},\aleph _{2},\dots } Innymi słowy, {\displaystyle \aleph _{\omega }} jest pierwszą liczbą {\displaystyle \kappa } z własnością, że istnieje nieskończenie wiele liczb nieskończonych mniejszych od {\displaystyle \kappa .}
- {\displaystyle \aleph _{\omega _{1}}} jest pierwszą liczbą {\displaystyle \kappa } z własnością, że istnieje nieprzeliczalnie wiele liczb kardynalnych mniejszych od {\displaystyle \kappa .}

## Własności
- W aksjomatyce Zermela-Fraenkla z aksjomatem wyboru każdy nieskończony zbiór X jest równoliczny z pewnym alefem (nazywanym mocą zbioru X).
- Istnieją liczby porządkowe {\displaystyle \alpha } takie, że {\displaystyle \alpha =\aleph _{\alpha }} (są to tzw. punkty stałe skali alefów). Jeśli {\displaystyle \aleph _{\alpha }} jest liczbą nieosiągalną, to {\displaystyle \aleph _{\alpha }=\alpha ,} ale punkty stałe skali alefów można spotkać dużo wcześniej. Pierwszą taką liczbą jest granica (kres górny) ciągu {\displaystyle \aleph _{0},\aleph _{\aleph _{0}},\aleph _{\aleph _{\aleph _{0}}},\dots }
- Hipoteza continuum mówi, że zbiór {\displaystyle \mathbb {R} } jest równoliczny z {\displaystyle \aleph _{1}.}
- {\displaystyle \aleph _{\omega }} ma tę ciekawą własność, że jest pierwszą nieprzeliczalną liczbą kardynalną, która nie może być mocą zbioru liczb rzeczywistych (mocą tego zbioru jest {\displaystyle {\mathfrak {c}}}, czytane jako kontinuum, czyli {\displaystyle 2^{\aleph _{0}}}[3]). Sporo badań było poświęconych zagadnieniu, jakie wartości może mieć {\displaystyle \aleph _{\omega }^{\aleph _{0}}.} Po serii wyników niezależnościowych otrzymywanych przy założeniu dużych liczb kardynalnych przez wielu matematyków Saharon Szelach podał następujące niespodziewane ograniczenie górne:

{\displaystyle \aleph _{\omega }^{\aleph _{0}}\leqslant 2^{\aleph _{0}}+\aleph _{\omega _{4}}.}

## Znak ℵ (alef)
Alef jest pierwszą literą alfabetu hebrajskiego. Symbol ℵ używany w matematyce często reprezentowany jest jednak w systemach komputerowych inaczej niż litera hebrajska, między innymi z powodu innego kierunku pisma (od lewej do prawej w przypadku formuł matematycznych i od prawej do lewej w przypadku tekstu hebrajskiego).
- W standardzie Unicode matematyczny symbol ℵ reprezentowany jest kodem U+2135 (&#8501; w HTML/XML), podczas gdy litera hebrajska kodem U+05D0 (&#1488; w HTML/XML).
- W systemie składu tekstu LaTeX symbol alef reprezentowany jest sekwencją kontrolną \aleph. Np. \aleph_0 daje w druku {\displaystyle \aleph _{0}.}